# أنتوني بلانت
كان أنتوني فريدريك بلانت (26 سبتمبر 1907 - 26 مارس 1983)، الملقب بالسير أنتوني بلانت بعد حصوله على الوسام الملكي الفيكتوري منذ عام 1956 حتى نوفمبر 1979، مؤرخ فن بريطاني رائدًا وجاسوسًا سوفيتيًا.
كان بلانت أستاذًا لتاريخ الفن في جامعة لندن، ومديرًا لمعهد كورتولد للفنون ومكتب مسح صور الملكة. لا تزال أفرودته المنشورة عام 1967 عن الرسام الفرنسي الباروكي نيكولا بوسان عملًا بارزًا في تاريخ الفن. وصل كتابه التعليمي والمرجعي الفن والعمارة في فرنسا 1500-1700 الذي نُشر لأول مرة في عام 1953 إلى الطبعة الخامسة (بإصدار مراجع بسيطة من قبل ريتشارد بيريسفورد) في عام 1999، وتربع آنذاك بصفته أفضل عمل في ذلك الموضوع.
بعد منحه الحصانة من الملاحقة القانونية عام 1964، اعترف بلانت بأنه كان جاسوسًا لصالح الاتحاد السوفيتي. كان يُعد «الرجل الرابع» في خماسي كامبريدج، وهي مجموعة من الجواسيس الذين تعلموا بجامعة كامبريدج وعملوا لصالح الاتحاد السوفيتي منذ بداية ثلاثينيات القرن العشرين وحتى ما بعد خمسينياته على الأقل. كان الرابع من أعضاء المجموعة الذين اكتُشفوا، إذ ظل الخامس، جون كيرنكروس، غير مكتشف بعد. بلغ النشاط التجسسي ذروته لدى بلانت أثناء الحرب العالمية الثانية، إذ زود السوفيت بمعلومات عن خطط الجيش الألماني بفيرماخت بأن قررت الحكومة البريطانية عدم مشاركتها مع حلفائها. أذاعت رئيسة الوزراء مارغريت ثاتشر اعترافه، الذي كان سرًا محفوظًا لسنوات، من في نوفمبر 1979. حُرم من لقب الفارس على الفور. كان بلانت قد انكشف بالفعل في كتاب نشره المؤرخ أندرو بويل في وقت سابق من ذلك العام.

## النشأة
وُلد بلانت في بورنموث الواقعة في مقاطعة هامبشاير بذلك الوقت، وهي تقع حاليًا في دورست، وهو الابن الثالث والأصغر للقس الأب (آرثر) ستانلي فون بلانت (1870-1929)، وزوجته هيلدا فيوليت (1880-1969)، ابنة هنري ماستر الذي كان يعمل بالخدمة المدنية لتشيناي (المعروفة آنذاك باسم مدراس). كان أحد أجداده الأسقف فريدريك بلانت.
شمل أشقاءه الكاتب ويلفريد جاسبر وأخصائي النقود كريستوفر إيفلين بلانت.
عُين والد بلانت في باريس بكنيسة السفارة البريطانية، وانتقلت عائلته إلى العاصمة الفرنسية لعدة سنوات خلال طفولة أنتوني. بات الشاب أنتوني يتحدث الفرنسية بطلاقة وعايش التجربة الثقافة الفنية كاملة، ما أثار اهتمامه الذي استمر مدى الحياة وشكل أساس مهنته في ما بعد.
تلقى تعليمه بكلية مارلبورو، وهي مدرسة عامة للأولاد في مارلبورو بولتشر بمقاطعة ويلتشير. انضم بلانت إلى الجمعية السرية «جمعية أميتشي» في الكلية، إذ كان زميلًا للويس ماكنيس (الذي تضمنت سيرته الذاتية غير المكتملة الأوتار كاذبة العديد من الإشارات إلى بلانت)، وجون بيتجيمان، وغراهام شيبرد. كان يتذكره المؤرخ جون إدوارد بول، الذي سبق بلانت بعام في مارلبورو، باعتباره «شخصية غريبة الأطوار وشديد الانشغال بعالم الأفكار». اعتبر بول أن بلانت كان «لديه الكثير من الحبر في عروقه وينتمي إلى عالم المحافظين الأكاديميين البارد والمتكلف».
أسس بلانت مجلة سياسية تحت اسم فنتشر في عام 1928، وكان المساهمون فيها كتابًا يساريين.

## جامعة كامبريدج
حصل بلانت على منحة في الرياضيات للالتحاق بكلية الثالوث بجامعة كامبريدج. كان يسمح للعلماء في جامعة كامبريدج آنذاك بتخطي الجزء الأول من امتحانات ترايبوس وإكمال الجزء الثاني في عامين، ولكنهم لم يستطيعوا الحصول على درجة في أقل من ثلاث سنوات، لذلك قضى بلانت أربع سنوات في الثالوث وانتقل إلى اللغات الحديثة وتخرج في عام 1930 بدرجة ممتاز. عمل في تدريس اللغة الفرنسية في جامعة كامبريدج وأصبح زميلًا في كلية الثالوث في عام 1932. كانت أبحاثه الدراسية العليا في تاريخ الفن الفرنسي وكان يسافر بشكل متكرر إلى القارة الأوروبية في إطار دراسته.
كان بلانت، مثله في ذلك مثل غاي بيرغس، معروفًا بكونه مثليًا، وهو ما كان يُعد جريمة في بريطانيا في ذلك الوقت. كان كلاهما عضوًا في الرسل المسيحيين بكامبريدج (المعروفين أيضًا باسم جمعية كونفيرزازيوني)، وهي مجموعة مناقشة سرية في كامبريدج تضم 12 طالبًا جامعيًا، يأتون أساسًا من كليتي الثالوث وكينغز، ويعتبرون أنفسهم ذوي أفكار مستنيرة. التقى بلانت، عن طريق الرسل المسيحيين، بالشاعر المستقبلي جوليان بيل (ابن فانيسا بيل) واتخذه عشيقًا. كان كثيرون آخرون مثليون جنسيًا وأيضًا ماركسيون في ذلك الوقت. تضمنت جماعة الرسل المسيحيين أيضًا فيكتور روتشيلد والأمريكي مايكل ويتني ستريت، والأخير مشتبه به أيضًا في كونه جزءًا من حلقة التجسس في كامبريدج. عمل روتشيلد في ما بعد في أمانة الدولة الداخلية البريطانية ومنح بلانت مبلغ 100 جنيه إسترليني لشراء لوحة إيليزار وريبيكا لنيكولا بوسان. بيعت اللوحة من قبل منفذي وصية بلانت عام 1985 مقابل 100,000 جنيه إسترليني (192,500 جنيه إسترليني بعد إعفاء الضرائب) وهي الآن في متحف فيتزويليام التابع لجامعة كامبريدج.

## التجنيد لجاسوسية الاتحاد السوفيتي
توجد العديد من الروايات حول كيفية تجنيد بلانت لصالح المفوضية الشعبية للشؤون الداخلية. زار بلانت الاتحاد السوفيتي عام 1933، بينما كان زميلًا في كامبريدج، وربما جُند في عام 1934. ادعى بلانت، في مؤتمر صحفي، أن غاي بيرغس جنده كجاسوس. يكتب المؤرخ جيف أندروز أنه «جند بين عامي 1935 و1936»، في حين تقول كاتبة سيرته الذاتية ميراندا كارتر أنه في يناير 1937، عرّف بيرغس بلانت إلى مجنده السوفيتي، أرنولد دويتش. كتبت كارتر، بعد وقت قصير من لقاء دويتش، أن بلانت أصبح «مكتشفًا للمواهب» السوفيتية وحصل على الاسم الرمزي «توني» في الاستخبارات السوفيتية. قد يكون بلانت هو من اختار بيرغس، وكيم فيلبي، ودونالد ماكلين، وجون كيرنكروس، ومايكل ستريت، طلاب كلية الثالوث (باستثناء ماكلين في كلية ترينيتي هول)، وهم يصغرونه ببضع سنوات، كجواسيس محتملين للسوفيت.
قال بلانت في اعترافه العلني إن بيرغس من جعله ينتمي للقضية السوفيتية، بعد خروجهما من كامبريدج. كان كلاهما عضوًا في الرسل المسيحيين، ويمكن أن يكون بيرجس قد جند بلانت أو العكس إما في جامعة كامبريدج أو فيما بعد عندما عمل كلاهما لصالح الاستخبارات البريطانية.